# Mischonyx fidelis
Mischonyx fidelis is een hooiwagen uit de familie Gonyleptidae.